# Chester (Karolina Południowa)
Chester – miasto w Stanach Zjednoczonych, w stanie Karolina Południowa, siedziba administracyjna hrabstwa Chester.